# Salvador F. Busacca
Salvador Félix Busacca (Buenos Aires, 17 de agosto de 1921-ibídem, 7 de octubre de 1997) fue un abogado y político argentino del Partido Demócrata Cristiano, que se desempeñó como diputado nacional por dos períodos (1963-1966 y 1973-1976), siendo vicepresidente primero de la Cámara de Diputados de la Nación entre 1973 y 1976.

## Biografía
Nació en Buenos Aires en 1921. Se graduó de abogado en la Facultad de Derecho y Ciencias Sociales de la Universidad de Buenos Aires en 1952.
Fue miembro del Partido Demócrata Cristiano (PDC) desde su fundación en 1954. Entre 1959 y 1960 integró la junta directiva del PDC. Entre 1978 y 1983 integró la corriente interna Línea Nacional del PDC.
Fue concejal de la ciudad de Buenos Aires entre 1958 y 1962. En las elecciones legislativas de 1963, fue elegido diputado nacional por la Capital Federal. Su mandato se extendía hasta 1967, pero fue interrumpido por el golpe de Estado del 28 de junio de 1966. Fue representante a la comisión de Integración Económica y Social del Parlamento Latinoamericano.
En las elecciones legislativas de 1973, volvió a ser elegido diputado nacional, integrando el Partido Popular Cristiano, división del PDC que se incorporó al Frente Justicialista de Liberación (Frejuli). Se desempeñó como vicepresidente primero de la Cámara de Diputados de la Nación desde 1973, en las presidencias de Raúl Alberto Lastiri y Nicasio Sánchez Toranzo. Fue también vocal de la comisión de Asuntos Municipales y de los Territorios Nacionales y presidente de la comisión de Ciencia y Tecnología. Su mandato se extendía hasta 1977, pero fue interrumpido por el golpe de Estado del 24 de marzo de 1976.
Paralelo a su carrera política, fue síndico de algunas empresas. También fue fundador de los periódicos El Republicano y Nueva Política.
Falleció en octubre de 1997.

## Obras
- Camino a la democracia cristiana (1951).[12]
- El mercado común y la integración social de América Latina (1975), junto con Luis Garzo.[13]
- La democracia cristiana en busca del país (1958).[14]
- La ley 1420 y la Democracia Cristiana (1960).[15]
- Usted y el presupuesto (1964).[1]
- Hacia un nuevo proyecto histórico (1975).[16]
- Una propuesta socialcristiana (1982).[17]